# George Stuart Carter
George Stuart Carter (15 septembre 1893-2 décembre 1969) est un zoologiste britannique.

## Biographie
Il est né le 15 septembre 1893, fils du révérend GC Carter et de Hilda E Keane.
Il étudie au Marlborough College, puis obtient une place à l'Université de Cambridge, où il poursuit ses études de troisième cycle, obtenant un doctorat en zoologie. Ses études sont interrompues par la Première Guerre mondiale : il sert dans le 6th Leicestershire Regiment de 1914 à 1917 puis comme Sound Ranger dans les Royal Engineers de 1917 à 1919.
Après la guerre, il obtient un poste à la Stazione Zoologica de Naples où il travaille de 1922 à 1923 avant d'être chargé de cours en zoologie à l'université de Glasgow. Il reste à Glasgow jusqu'en 1930, puis entre au Corpus Christi College de Cambridge, où il enseigne de 1938 jusqu'à sa retraite en 1960.
Il est élu membre de la Royal Society of Edinburgh en 1925. Il meurt à Cambridge le 2 décembre 1969.

## Ouvrages
- A General Zoology of the Invertebrates (1940)
- Animal Evolution (1951)
- The Papyrus Swamps of Uganda (1955)[2]
- A Hundred Year of Evolution (1957)[3]
- Structure and Habitat in Vertebrate Evolution (1967)